# خرگوش قطبی
خرگوش قطبی (نام علمی: Lepus arcticus) نام یک گونه از سرده خرگوش صحرایی است. خرگوش‌های قطبی در فصل زمستان نمی‌خوابند. آن‌ها می‌توانند خود را طوری با محیط سازگار کنند که در سرمای شدید از بین نروند. بدنشان پوشش ضخیمی از خز دارد واندازه بدنشان در قیاس با حجم خزی که روی بدنشان را پوشانده کوچک‌تر است و همین امر به آن‌ها کمک می‌کند تا بتوانند گرمای بدنشان را حفظ کنند. این خرگوش‌ها گاهی در برف، پناهگاهی برای خود می‌سازند و به‌طور گروهی در آن قرار می‌گیرند.
اندازه خرگوش قطبی کمی از دیگر خرگوش‌ها بزرگ‌تر است و معمولاً پاهای عقبی و گوش‌هایشان بلندتر است. خرگوش‌های قطبی بسیار سریع هستند و می‌تواند با سرعت ۶۰ کیلومتر در ساعت جهش کنند.